# Gretna F.C.
Gretna Football Club – szkocki klub piłkarski z miejscowości Gretna, działający w latach 1946–2008.
W mieście działał amatorski klub sportowy o nazwie Gretna Green, który został założony pod koniec XIX wieku, jednak zbankrutował w latach 20. XX w. W 1946, grupa lokalnych pracowników i mechaników powracających z frontów II wojny światowej, postanowiła założyć w mieście nowy klub i tak powstała Gretna F.C.
Do sezonu 2001/2002 grał w niższych ligach angielskich, a największym sukcesem był awans do 1 rundy Pucharu Anglii w sezonach 1991/1992 i 1993/1994.
W czerwcu 2002 uzyskano zgodę na przystąpienie do Scottish Football League. W sezonie 2004/2005 klub wygrał Scottish Third Division, bijąc rekordy zdobytych punktów i goli. W następnym sezonie klub zwyciężył w Scottish Second Division, a także odniósł największy sukces w historii, awansując do finału Pucharu Szkocji, gdzie uległ drużynie Heart of Midlothian w rzutach karnych 2:4 (po dogrywce 1:1). Jako finalista Pucharu Szkocji, klub zadebiutował w Pucharze UEFA ulegając irlandzkiemu Derry City F.C. 1:5 u siebie i remisując 2:2 na wyjeździe. W sezonie 2006/2007 klub awansował do Scottish Premier League zajmując pierwsze miejsce w Scottish Football League First Division. Z powodu nieudanego występu w lidze szkockiej w sezonie 2007/2008 klub rozpoczął procedurę upadłościową, za którą klub został ukarany przez władze ligi punktami ujemnymi. Gretna F.C. została postawiona w stan upadłości 3 czerwca 2008, a 8 czerwca 2008, klub ostatecznie został zlikwidowany. W tym samym roku powołano nowy klub, który przystąpił do amatorskich rozgrywek w Szkocji, zespół nosi nazwę Gretna FC 2008.

## Sukcesy
- finał Pucharu Szkocji: 2006

## Europejskie puchary
Legenda do wszystkich tabel:
- Q – runda eliminacyjna, 1/16, 1/8, 1/4, 1/2 – odpowiednia faza rozgrywek, Grupa – runda grupowa, 1r gr – pierwsza runda grupowa, 2r gr – druga runda grupowa, F – finał, R – runda, PO – play-off
- k. – rzuty karne, los. – losowanie, Dogr. – dogrywka, w. – zasada bramek strzelonych na wyjeździe

| Sezon   | Rozgrywki   | Runda | Klub       | Dom | Wyjazd | Ogólnie |
| ------- | ----------- | ----- | ---------- | --- | ------ | ------- |
| 2006/07 | Puchar UEFA | 2Q    | Derry City | 1–5 | 2–2    | 3–7     |

## Reprezentanci kraju grający w klubie
- Erik Paartalu[4]
- Matthew Berkeley[5]
- John O’Neil[5]
- Henry Smith[6]